# Pentel
Pentel Co., Ltd. (ぺんてる株式会社?, Penteru Kabushiki Gaisha) è un'azienda giapponese produttrice di articoli per cancelleria. Il suo nome deriva dall'unione dei termini inglesi pen ("penna") e pastel ("pastello").
L'azienda commercializza una vasta gamma di prodotti (fabbricati in Giappone, Taiwan e Francia), principalmente strumenti di scrittura come penne, gomme per cancellare e pennarelli. Quest'ultimo prodotto, in particolare, fu inventato nel 1962 da Yukio Horie, che è stato presidente dell'azienda fino alla sua morte nel 2010.